# (37045) 2000 UG34
2000 UG34 (asteroide 37045) é um asteroide da cintura principal. Possui uma excentricidade de 0.06011870 e uma inclinação de 2.14241º.
Este asteroide foi descoberto no dia 24 de outubro de 2000 por LINEAR em Socorro.